# Ley regional
Una ley regional o autonómica es una ley producida por un parlamento autonómico, diputación o junta regional y con validez legal exclusiva en dicha región o territorio en la que es promulgada.

## Italia

#### Normativa
La ley regional está prevista del art. 117 de la Constitución Italiana y tiene la misma posición en la jerarquía de las fuentes de la legislación de la ley ordinaria.

#### Génesis (Iter legis)
Las leyes regionales siguen un procedimiento formativo articulado a través diversas fases:
- fase inicial;
- fase de instrucción;
- fase deliberativa;
- fase integradora;

#### Fase inicial
El poder de presentar un proyecto de ley para la aprobación de la Junta Regional afecta:
- a los consejeros regionales;
- a la Junta Regional;
- a las juntas provinciales y comunales, pero solo para las regiones con estatuto especial
- o por una propuesta popular

#### Fase de instrucción
Esta actividad es espletata de las Comisiones Consiliares o parlamentarias, en sede referente.

#### Fase deliberativa
Esta actividad respecta exclusivamente a la Junta Regional. La ley viene discutida en Junta, así pues se vota artículo para artículo, y finalmente está votada en el suyo complejo, con la votación final. Está desaparecida en cambio la subsiguiente fase que preveía la apposizione del visto aparte del Comisario gubernamental.

#### Fase integradora
Después de que haya sido votada, la ley es promulgada por el presidente del Parlamento o Junta Regional y publicada en el Boletín Oficial regional.

### Competencia
Desde la reforma constitucional de 2001, la potestad legislativa general pertenece al Estado y a las Regiones, puestos sobre el mismo despacio; la competencia está atribuida por materias.
La competencia para legislar puede ser:
- exclusiva del Estado;
- compartida entre Estado y Regiones;
- residual de las Regiones;

El art. 117 Cost. de hecho define en el suyo según comma los materiales para las cuales el Estado tiene competencia excluyente, en el tercio los materiales para las cuales la competencia entre Estado y Regiones es de tipo competidor, mientras el cuarto comma establece la competencia residual de las Regiones sobre todas las demás materiales.
Antes de esta ley de reforma constitucional (l. cost. n. 3/2001) las Regiones a Statuto ordinario (aquellas especiales ya tenían poderes excluyentes) podían ejercitar el poder legislativo sólo en los materiales tassativamente indicadas en la art. 117 Cost. y tan sólo en los límites de una ley#-cornisa estatal es decir de los príncipes fundamentales del material (denominada competencia competidora).
De último la ley 131#-2003, la denominada ley La Loggia, precisa que quedan en vigor las leyes del Estado en los materiales en los cuales la competencia está pasada a las regiones, hasta que las estuviera no legifereranno sobre el argumento; lo mismo vale para los materiales sobre los cuales la competencia está pasada de las regiones al Estado, para las cuales quedarán en vigor las leyes regionales hasta diversa statuizione del Estado.

#### Competencia exclusiva del Estado
La competencia exclusiva del Estado se aplica sobre las siguientes materias:
- organización del Estado;
- seguridad del Estado;
- ratios internacionales;
- política económica y monetaria;
- ratios entre las personas;
- sobre la justicia;
- sobre los tratamientos sanitarios obbligatori
- sobre las políticas sociales;
- sobre la tutela ambiental;
- sobre argumentos residuales, como la determinación de los pesos y de las medidas, o los aranceles y las aduanas.
- inmigración
- sistema cambiario

#### Competencia competidora del Estado y Regiones
La competencia competidora Estado#-Regiones se esplica, a título esemplificativo, sobre los siguientes materiales:
- comercio con el extranjero;
- instrucción;
- investigación científica;
- ordinamento deportivo;
- puertos y aeropuertos;
- tutela y seguridad del trabajo;
- bienes culturales.

### Ley regional estatutaria
La ley regional estatutaria, en las Regiones con Estatuto ordinario, contiene el Estatuto de autonomía, modificable exclusivamente por leyes estatutarias y está disciplinada por el artículo 123 de la Constitución.